# Sonnet (KDE)
Sonnet 是一個KDE 4中的多語言拼寫檢查程序。Sonnet將取代KDE 3創建的kspell2。Sonnet的兩個主要目標是發展是一個簡單的API、廣泛的語言支持和性能。
- 自動語言檢測，語言可以被辨識在小於20個字符的文件。即使在同一文件中的多國語言仍可以檢測和正確拼寫檢查
- 更好的性能
- 改進語言拼寫檢查，如泰國和日本
- 簡單的設計，kspell2包括7個組件和一個複雜的API。Sonnet是一個單一的組件，目的是提供一個簡單的API

## 外部連結
- Article on Sonnet
- Developers blog